# Arturo Sandoval
Arturo Sandoval (Artemisa, La Habana, Cuba, 6 november 1949) is een jazztrompettist en pianist.

## Biografie
Arturo Sandoval begon met het bespelen van een instrument op zijn twaalfde in een muziekgezelschap uit het dorp waar hij woonde. Na diverse instrumenten koos hij uiteindelijk voor de trompet. In 1964 startte hij met een driejarige opleiding aan de Cuban National School of Arts. Op zijn zestiende had hij een plaats verdiend in Cuba's all-star national band. Op deze leeftijd was hij zeer geïnteresseerd in jazz en werd hij beïnvloed door bekende jazzmuzikanten als Charlie Parker, Clifford Brown en Dizzy Gillespie. In 1971 moest Sandoval het leger in maar kon hij blijven spelen in het Orquesta Cubana de Musica Moderna. In Cuba richtte Sandoval, samen met Chucho Valdés en Paquito D'Rivera, de band Irakere op. Met hun optreden in 1978 op het Newport Jazz Festival werden ze hun bekend bij de Amerikanen en kregen ze een contract van Columbia Records. In 1981 verliet Sandoval de groep om een eigen band op te richten waarmee hij experimenteerde met allerlei soorten muziek waaronder latin jazz. Daarnaast speelde hij klassieke muziek met het BBC Symphony Orchestra en de Leningrad Symphony.
In 1977 ontmoette hij Dizzy Gillespie die hierna zijn mentor werd. Samen met Gillespie speelde hij op vele concerten in Europa en Cuba en met het orkest van de Verenigde Naties. Tijdens een tour met Gillespie in de Verenigde Staten in 1990 liep hij over en werd in 1998 genaturaliseerd.
In 2006 opende Sandoval een club in Miami Beach onder de naam: The Arturo Sandoval Jazz Club. Bekende gasten zijn Joshua Redman, Roberta Flack, Roy Haynes, Omar Sosa, The Bad Plus, Moe Goldstein, Michael Lington en Danilo Perez.

### Biografische film
In 2000 komt de film "For Love Or Country: The Arturo Sandoval Story" uit, geregisseerd door Joseph Sargent. In de film speelden onder andere Andy Garcia, Gloria Estefan en Mía Maestro.

## Discografie
- 1976 - Havana - met David Amram
- 1977 - New York - met David Amram

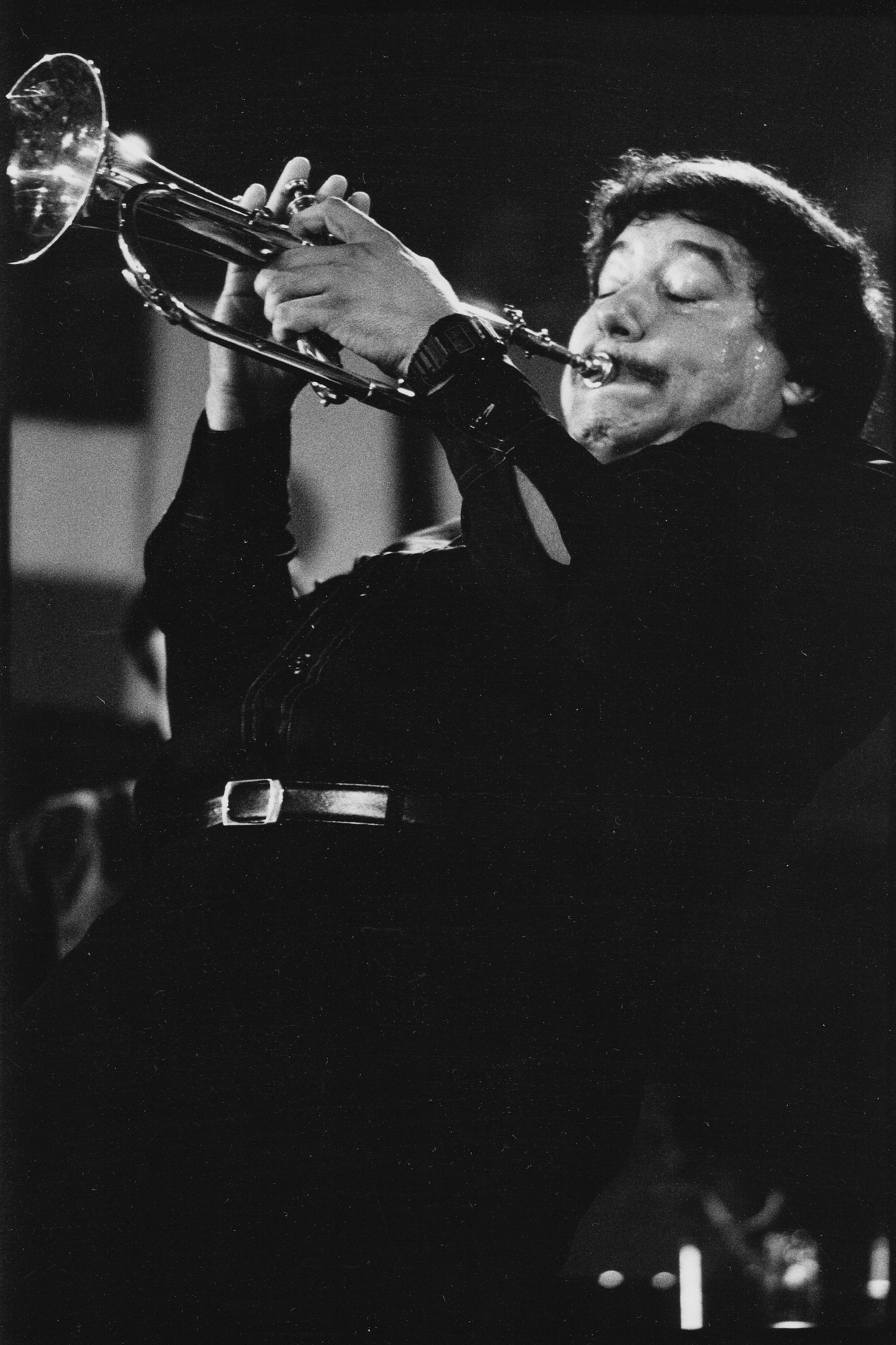
Arturo Sandoval tijdens het International Jazz Festival in de Lucerna Music Hall in Praag (1984)

- 1978 - The Best of Irakere - Irakere
- 1979 - Irakere - Irakere
- 1981 - Turi
- 1982 - To a Finland Station - met Dizzy Gillespie
- 1982 - Arturo Sandoval
- 1983 - Breaking the Sound Barrier
- 1986 - No Problem
- 1986 - Arturo Sandoval EN CONCIERTO VOL.1
- 1986 - Arturo Sandoval EN CONCIERTO VOL.2
- 1987 - Tumbaito
- 1988 - Straight Ahead
- 1989 - Classics
- 1990 - Live at the Royal Festival Hall 1989 - met Dizzy Gillespie
- 1991 - Flight to Freedom
- 1992 - I Remember Clifford
- 1993 - Dreams Come True
- 1993 - Danzon (Dance On)
- 1993 - Passion - met Regina Belle
- 1994 - Cubano
- 1995 - Arturo Sandoval y el Tren Latino
- 1995 - Concerto
- 1995 - Arturo Sandoval & The Latin Train
- 1996 - Double Talk - met Ed Calle
- 1996 - Swingin
- 1997 - Just Music
- 1998 - Hot House
- 1999 - Americana
- 1999 - Sunset Harbor - met Ed Calle
- 1999 - Los Elefantes - Arturo Sandoval & Wynton Marsalis
- 2000 - Ronnie Scott's Jazz House
- 2000 - For Love or Country: The Arturo Sandoval Story - Soundtrack
- 2001 - Piedras Y Flores - Amaury Gutiérrez
- 2001 - L.A. Meetings
- 2001 - Swingin' For The Fences - Gordon Goodwin's Big Phat Band
- 2002 - My Passion for the Piano
- 2003 - From Havana met Love
- 2003 - Trumpet Evolution
- 2005 - Live at the Blue Note
- 2005 - Journey to Chateau de la Fuente
- 2007 - Rumba Palace
- 2007 - Arturo Sandoval & the Latin Jazz Orchestra
- 2009 - Deelname aan "The Last" album met Aventura

## Prijzen
- 1978: Grammy voor het beste latin album
- 1982 - 1990: 9x op rij gekozen tot de beste muzikant van Cuba
- 1994: eerst opgenomen persoon in de Walt Disney World Jazz Hall of Fame
- 1995: Grammy voor het beste Latin Jazz album
- 1995 & 1996: Billboard Music Award voor het beste Latin Jazz album (Danzon en Arturo Sandoval & The Latin Train)
- 1997: winnaar van de American Jazz Award
- 1998: Grammy voor het beste Latin Jazz album
- 1998: Billboard Music Award voor het beste Latin Jazz album (Hot House)
- 2000: winnaar van de Nosotros Golden Eagle Hall of Fame Award
- 2001: Emmy Award voor Outstanding Music Compositions for a Miniseries, Movie, or Special
- 2001: ASCAP Founders Award
- 2004: Latin Billboard Award voor Trumpet Evolution